# Julio Victorica Roca

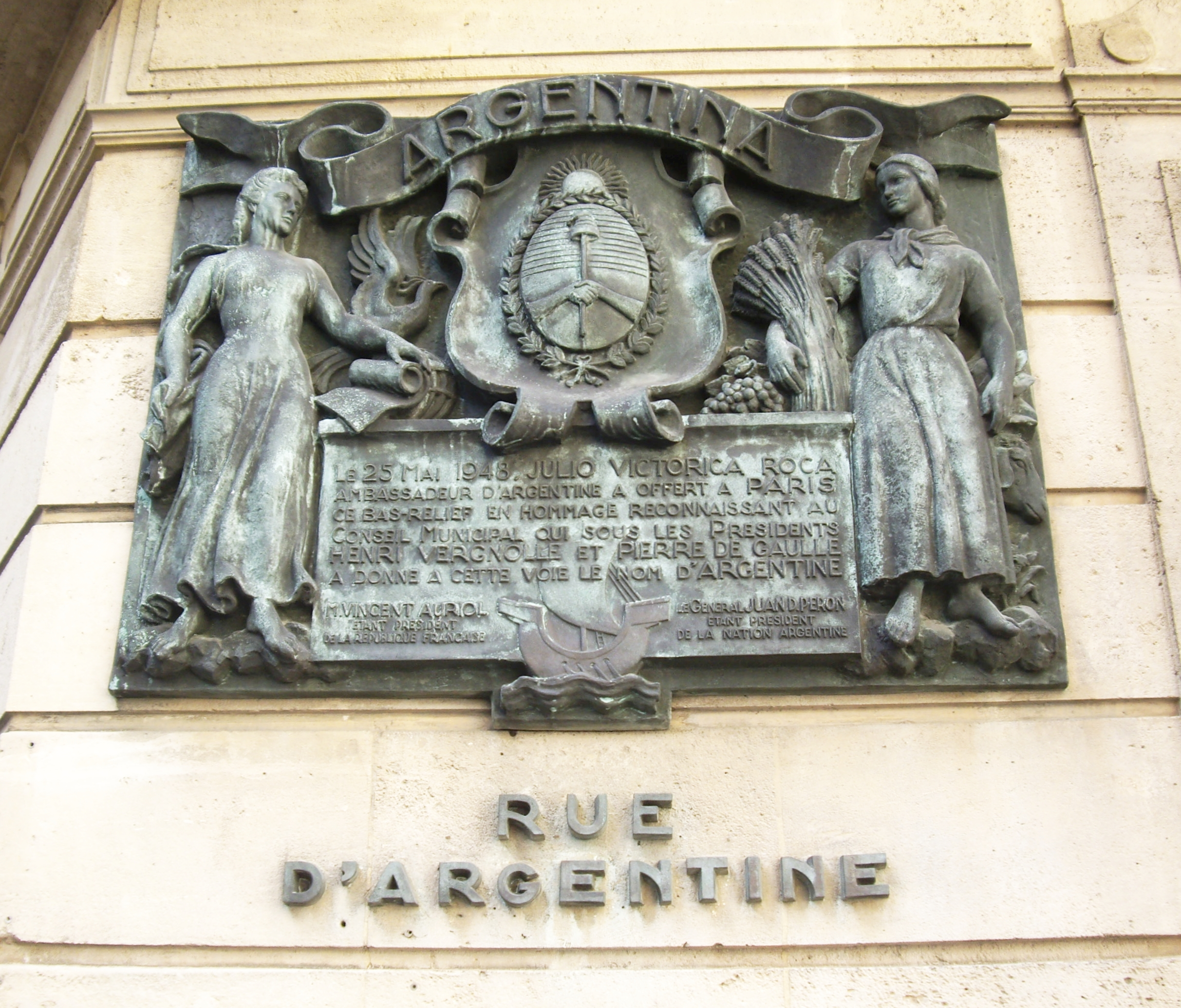
Placa en la Rue d'Argentine de París con homenaje del embajador Victorica Roca (1948).

Julio Victorica Roca (Buenos Aires, 1893-ibídem, 27 de noviembre de 1955) fue un hacendado y político argentino. Fue diputado nacional por la provincia de Buenos Aires (1942-1943) y embajador argentino en Francia (1947-1949).

## Biografía
Nació en Buenos Aires en 1893, hijo de Benjamín Victorica Urquiza, siendo nieto de Benjamín Victorica. Por el lado materno, era sobrino nieto de Julio Argentino Roca.
Hacendado, era dueño de un haras de caballos en Balcarce, ciudad donde presidió el comité local de la Unión Cívica Radical (UCR) y donde fue comisionado municipal.
En las elecciones legislativas de 1942, fue elegido diputado nacional por la provincia de Buenos Aires en la lista de la UCR. No completó su mandato, que se extendía hasta 1946, por el golpe de Estado del 4 de junio de 1943.
Durante el gobierno de Juan Domingo Perón, fue designado embajador especial para asistir al acto de asunción del presidente chileno Gabriel González Videla en 1946, y al año siguiente fue nombrado embajador en Francia, cargo que ejerció hasta 1949. En su período en París, acompañó la visita oficial de Eva Perón en 1947, y firmó con el ministro de Asuntos Exteriores Georges Bidault un convenio comercial y financiero.
Posteriormente fue director del Banco Argentino de Comercio.
Falleció en Buenos Aires en noviembre de 1955.